# Duet (album de Sylvain Luc et Biréli Lagrène)
Pour les articles homonymes, voir Duet.
Albums de Sylvain Luc et Biréli Lagrène
Summertime
(2009)
Duet est un album en duo des guitaristes de jazz Sylvain Luc et Biréli Lagrène sorti en 1999.
Il est composé de reprises pop rock (Cyndi Lauper, Stevie Wonder, les Beatles, Georges Brassens…) , de standards de jazz (Stompin' at the Savoy, Estate) et de deux compositions originales.
Biréli Lagréne joue de la basse fretless sur le dernier morceau (Looking up), dans un style proche de celui de Jaco Pastorius.

## Titres
| No  | Titre                          | Musique                                           | Durée |
| --- | ------------------------------ | ------------------------------------------------- | ----- |
| 1.  | Time after time                | Robert Andrew Hyman/Cyndi Lauper                  | 4:14  |
| 2.  | Douce ambiance                 | Django Reinhardt                                  | 4:01  |
| 3.  | Estate                         | Bruno Martino/Bruno Brighetti                     | 4:10  |
| 4.  | Made in France                 | Biréli Lagrène                                    | 3:18  |
| 5.  | La ballade irlandaise          | Edmaond Bacri/Emile Stern                         | 6:41  |
| 6.  | Isn't she lovely               | Stevie Wonder                                     | 4:02  |
| 7.  | Road Song                      | Wes Montgomery                                    | 4:18  |
| 8.  | Zurezat                        | Sylvain Luc/Serge Luc                             | 4:12  |
| 9.  | Stompin' at the Savoy          | Andy Razaf/Benny Goodman/Edgar Sampson/Chick Webb | 5:43  |
| 10. | Les amoureux des bancs publics | Georges Brassens                                  | 4:37  |
| 11. | Blackbird                      | John Lennon/Paul McCartney                        | 3:22  |
| 12. | Syracuse                       | Bernard Dimey/Henri Salvador                      | 4:21  |
| 13. | Looking up                     | Michel Petrucciani                                | 1:58  |